# Endiandra globosa
Endiandra globosa är en lagerväxtart som beskrevs av Maiden & Betche. Endiandra globosa ingår i släktet Endiandra och familjen lagerväxter. Inga underarter finns listade i Catalogue of Life.